# إدارة التحقيقات الجنائية المركزية في ألمانيا النازية
Reichskriminalpolizeiamt (RKPA)، إدارة التحقيقات الجنائية المركزية في ألمانيا النازية، التي تأسست في عام 1936 بعد أن أصبحت إدارة التحقيقات الجنائية المركزية البروسية (Landeskriminalpolizeiamt) إدارة التحقيقات الجنائية الوطنية في ألمانيا. تم دمجها، إلى جانب قسم شرطة الدولة السري، Geheime Staatspolizei (غستابو) كإدارات فرعية في شرطة الأمن (سيبو). كانت سيبو تحت قيادة رينهارد هايدريش الشاملة. في سبتمبر 1939، مع تأسيس مكتب الأمن الرئيسي لرايخ، توقفت Sicherheitspolizei بوصفها وكالة حكومية حيث تم دمجها في مكتب امن الرايخ.

## التنظيم المركزي
احتوت المنظمة المركزية على سجل مراقبة وطني وأحد عشر مركزًا للجرائم الوطنية. 
- تزوير
- المخدرات
- اشخاص مفقودين
- إباحية
- الاتجار
- النشالين الدولية
- لعب القمار
- " شعب الغجر "
- جرائم عنيفة خطيرة
- الاحتيال المهني
- السطو المحترف

## منظمة إقليمية
14 Kriminalpolizeileitstellen (وحدات التحقيق الجنائي الإقليمية). 

## منظمة محلية
51 Kriminalpolizeistellen (وحدات التحقيق الجنائي المحلية). 

## الاندماج
في عام 1936، تم تشكيل إدارة التحقيقات الجنائية المركزية بعد أن أصبحت إدارة التحقيقات الجنائية المركزية البروسية (Landeskriminalpolizeiamt) إدارة التحقيقات الجنائية الوطنية في ألمانيا. ثم تم تقسيم وكالات شرطة الولاية في ألمانيا إلى شرطة النظام (الشرطة النظامية أو النظامية) و شرطة الأمن (شرطة أمن الدولة ؛ سيبو). تم دمج RKPA، جنبا إلى جنب مع شرطة الدولة السرية، Geheime Staatspolizei أو غيستابو كإدارات فرعية في سيبو.  راينهارد هايدريش في القيادة العامة لسيبو ومكتب القيادة المركزي لها، هاوبتمت سيشرهيتسبوليسي. وكان بالفعل رئيس الشرطة الأمنية الألمانية (SD) وغستابو.   آرثر نيبي عين Reichskriminaldirektor من Reichskriminalpolizeiamt، وقدم تقريرا إلى هيدريش. 

### اقتباسات
1. 1 2 3  Martin Eberhard (1999), Die Kriminalpolizei 1933-1939 (Universität Konstanz, Philosophische Fakultät 2013-12-15. نسخة محفوظة 16 ديسمبر 2013 على موقع واي باك مشين.
2. 1 2  Williams 2001.
3. ↑  Weale 2010.
4. ↑  Friedlander 1995.